# Districte de Mogovolas
El districte de Mogovolas és un districte de Moçambic, situat a la província de Nampula. Té una superfície de 4.771 kilòmetres quadrats. En 2007 comptava amb una població de 266.559 habitants. Limita al nord amb els districtes de Nampula i Meconta, a l'oest amb els districtes de Murrupula i Gilé (districte de la província de Zambézia), al sud amb el districte de Moma, al sud-est amb el districte d'Angoche i al nord-est amb el districte de Mogincual.

## Divisió administrativa
El districte està dividit en cinc postos administrativos (Calipo, Ilute, Muatua, Nametil i Nanhupo Rio), compostos per les següents localitats:
- Posto Administrativo de Calipo:
  - Calipo
- Posto Administrativo de Ilute:
  - Ilute
- Posto Administrativo de Muatua:
  - Muatua
- Posto Administrativo de Nametil:
  - Nametil
- Posto Administrativo de Nanhupo Rio:
  - Nanhupo Rio